# Недович, Николай Дмитриевич
Недович Николай Дмитриевич (28 мая 1925 — 4 апреля 2010, Москва) — советский и российский архитектор, доктор технических наук, профессор, заведующий кафедрой Всероссийской академии живописи, ваяния и зодчества, научный руководитель «Товарищества реставраторов» и «Мастерских Андрея Анисимова». Заслуженный архитектор РСФСР (1988).

## Биография
Родился 28 мая 1925 года в Москве. Участник Великой Отечественной войны. Закончил МАРХИ в 1956 году. В 1965 году вступил в Союз архитекторов СССР.
Был начальником проектного отдела треста «Мособлстройреставрация». Долгое время занимал должность главного архитектора объединения «Росреставрация», руководитель фирмы «Зарубежспецреставрация»,. председатель Научно — методического совета Министерства культуры Московской области, главный архитектор Московского областного информационно — аналитического культурного центра. Заслуженный архитектор Российской Федерации.
Потомок знатного черногорского рода Недовичей из региона Бело Поле. Брат — Недович Леонид Дмитриевич (25 марта 1916 — 2 апреля 1985), актер Центрального академического театра Советской Армии.

## Работы
Проект мезонинов и парапета кровли у дома № 8 по Покровскому бульвару в Москве. (научный руководитель)
Проект реставрации зданий на территории санатория «Кавказская Ривьера» в Сочи (научный руководитель)
Проект реставрации храма Покрова Пресвятой Богородицы в Медведково (Москва)
Проект реставрации парадных залов главного дома усадьбы «Суханово» Московской обл.
Проект реставрации храма Святых первоверховных апостолов Петра и Павла в Басманной слободе (Москва)
Проект реставрации храма Святой Троицы Живоначальной в поселке Назарьево Московской обл.(научный руководитель)
Проект реставрации храма святого Архистратига Божия Михаила при Клиниках на Девичьем поле (Москва)
Проект реставрации храма святого Георгия Победоносца в Ендове (Москва)
Проект реставрации храма святого великомученика Никиты (Владимирской иконы Божией Матери) в Старой Басманной слободе (Москва)
Проект воссоздания храма святых Флора и Лавра у Мясницких ворот со строительством православной гимназии, трапезной и баптистерия (Москва)
Проект реставрации минарета Караван-Сарая

## Награды и звания
- Заслуженный архитектор РСФСР (1988)[2]
- Орден Русской Православной Церкви
- Орден Почёта (1995)
- Медаль «За победу над Германией в Великой Отечественной войне 1941—1945 гг.»[1][2]